# Ulmerochorema membrum
Ulmerochorema membrum là một loài Trichoptera thuộc họ Hydrobiosidae. Chúng phân bố ở miền Australasia.